# Sclateria naevia
Sclateria naevia е вид птица от семейство Thamnophilidae, единствен представител на род Sclateria.

## Разпространение
Видът е разпространен в Боливия, Бразилия, Венецуела, Гвиана, Еквадор, Колумбия, Перу, Суринам, Тринидад и Тобаго и Френска Гвиана.